# 王强 (1963年)
王强（1963年—），四川荣县人，中国人民解放军空军上将。
战斗机飞行员出身，长期在空军服役。曾任济南军区空军航空兵第12师师长。2013年7月，任济南军区空军副参谋长。2016年1月，任西部战区副参谋长兼西部战区空军参谋长。2018年7月，升任西部战区副司令员。2020年4月，兼任西部战区空军司令员。2022年9月，升任北部战区司令员，为第二位担任战区司令的空军将领，以及第三位非陆军出身的战区司令。2023年8月，指挥北部战区抗洪抢险行动。2024年8月，不再担任北部战区司令员。
2014年7月，晋升空军少将军衔。2019年6月，晋升空军中将军衔。2022年9月，晋升空军上将军衔。